# Charles Crewe
Charles Crewe (* 1710; † unbekannt) war ein britischer Politiker.

## Leben
Charles Crewe war der zweitälteste Sohn von John Crewe und dessen Frau Sarah (geborene Price). Er hatte drei Brüder, unter anderem John Crewe, sowie drei Schwestern. Crewe besuchte Hart Hall in Oxford. Er heiratete Sarah Burn, die einzige Tochter von John Burn. Aus der Ehe gingen zwei Töchter hervor.
Nach dem Tod seines älteren Bruders John übernahm Crewe am 7. Februar 1753 dessen vakanten Sitz im House of Commons und vertrat den Wahlkreis Cheshire. 1754 verzichtete er auf eine erneute Kandidatur und schied aus dem Unterhaus aus. Bereits ihr Vater hatte diesen Wahlkreis im House of Commons vertreten.